# Sygnalizator głębokości

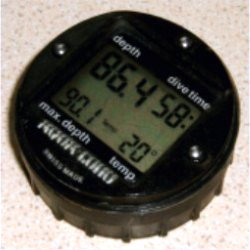
Cyfrowy sygnalizator głębokości wraz ze stoperem i czujnikiem temperatury używany przez nurków

Sygnalizator głębokości – przyrząd ciśnieniowy służący do pomiaru głębokości zanurzenia.

## Nurkowanie
W nurkowaniu nazywany często głębokościomierzem i jest częstym elementem wyposażenia nurków. Większość współczesnych sygnalizatorów posiada elektroniczny mechanizm i cyfrowy wyświetlacz. Starsze typy urządzeń posiadają mechanizm mechaniczny i analogowy wyświetlacz. Mogą występować jako element zegarka, pojedynczy manometr lub też konsola pozwalająca na kontrolę wielu parametrów.

Cyfrowe urządzenia często posiadają stoper pozwalający liczyć czas zanurzenia nurka. Niektóre obliczają czas opadania i wznoszenia, co może być to przydatne w celu uniknięcia urazu ciśnieniowego.

## Hydrogeologia
W hydrogeologii sygnalizator głębokości jest ogólną nazwą przyrządów używanych przy pomiarach głębokości występowania zwierciadła wód podziemnych. Tym przyrządem może być batometr, sygnalizator świetlny lub elektryczny z odczytem na powierzchni lub też gwizdek hydrogeologiczny zwany również świstawką.